# Syndrome périodique associé au récepteur du facteur de nécrose tumorale
Le syndrome périodique associé au récepteur du facteur de nécrose tumorale ou TRAPS (pour TNF receptor associated periodic syndrome) est une maladie génétique autosomique dominante rare, caractérisée par des crises récurrentes de fièvre et douleurs généralisées.
Ce syndrome fait partie des diagnostics différentiels du syndrome de fièvre récurrente. Les crises durent habituellement 2 à 3 semaines contre 2 à 3 jours dans la FMF.

## Synonymie, vocabulaire
Parce que décrite pour la première fois dans une famille irlandaise en 1982, les anglophones l'on d'abord nommé « familial Hibernian fever » ( « Fièvre hibernienne familiale » ou « fièvre familiale irlandaise », à ne pas confondre avec la « fièvre irlandaise » qui désignait le « typhus irlandais » quand il s'est répandu en Angleterre). Hibernia, ancien nom de l'Irlande explique le qualificatif d'hibernien.

## Étiologie
La maladie est causée par une mutation du gène codant le récepteur du facteur de nécrose tumorale (TNFR), qui se trouve sur la surface des cellules et se lie au facteur de nécrose tumorale (TNF), une protéine qui provoque l'inflammation. Le gène mutant TNFR favorise l'inflammation sans facteur de nécrose tumorale.
Une seule copie anormale du gène suffit pour développer la maladie. Un épisode peut être déclenché par une infection ou un stress.
De nouvelles études laissent envisager un autre mécanisme physiopathologique : la mutation du TNFR1 l'empêcherait de se rendre à la membrane. Il resterait bloqué dans le réticulum endoplasmique (RE) ce qui entraînerait un stress réticulo-endoplasmique responsable d'une surproduction de ROS, toxique pour la cellule à fortes doses et conduisant à une inflammation à base d'interleukine 1 bêta.

## Symptômes
Ils apparaissent le plus souvent dès l'enfance.
Cette maladie est caractérisée par des crises (accès fébriles et douloureux) récurrentes (paroxystique) espacées d'intervalles variables, en moyenne toutes les 5 à 6 semaines. Une crise peut aussi être déclenchée par un traumatisme, ou une infection.

Durant les épisodes le patient est atteint de fièvre, arthralgies, myalgies (souvent d'abord à la racine des membres puis progressant en quelques jours vers les extrémités), exanthème, douleurs abdominales constantes, nausées, vomissements, diarrhées… Des douleurs thoraciques sont parfois présentes, ainsi que — chez l'homme —  de douleur testiculaire. La peau est rougie au niveau des myalgies, avec un œdème qui garde le godet.
Le rash cutané épargne le visage, mais un œdème peut cerner les yeux qui peuvent par ailleurs être touchés par une conjonctivite.

## Diagnostic
Il est confirmé par analyse génétique si elle met en évidence une mutation du gène TNFRSF1A sur le chromosome 12 (12p-13)

## Évolution
La maladie évolue par poussées qui peuvent parfois être séparées de plusieurs semaines voire de plusieurs mois ou années et peut conduire à une amyloïdose rénale aboutissant à une insuffisance rénale.

## Traitement
Le traitement s'appuie sur les corticoïdes (cortisone) et inhibiteurs du TNF (étanercept/Enbrel) qui réduisent la durée des épisodes.